# Свадебные Сквончеры
«Свадебные Сквончеры» (англ. The Wedding Squanchers) — десятый, заключительный эпизод второго сезона американского мультсериала «Рик и Морти». Сценарий к эпизоду написал Том Кауфман, а режиссёром выступил Уэс Арчер.
Название эпизода отсылает к фильму «Незваные гости» (2005).
Премьера эпизода состоялась 4 октября 2015 года в блоке Adult Swim на Cartoon Network. Эпизод посмотрели около 1,8 миллиона зрителей во время выхода в эфир.

## Сюжет
После того, как Рик получает и отклоняет приглашение на свадьбу от Птичьей личности через межгалактическую почту, Джерри случайно отправляется той же службой к месту свадьбы. Чтобы вернуть Джерри, Рик вынужден присутствовать на свадьбе своего лучшего друга на далёкой планете Сквонч вместе с остальной семьёй, несмотря на его возражения. Во время речи невеста Птичьей личности Тэмми Гутерман оказывается агентом Галактической Федерации. Тэмми убивает Птичью личность и приказывает множеству агентов атаковать гостей свадьбы. Рик сбегают со своей семьёй, но они не могут вернуться на Землю, поскольку Федерация будет искать их там. Побывав на планете, вращающейся вокруг бесконечно кричащего солнца, и на планете, где всё живое находится «в початках», семья прячется на очень маленькой планете за пределами досягаемости Федерации.
Когда Рик уходит исследовать планету, Джерри предлагает остальным членам семьи вернуться на Землю и сдать Рика, ссылаясь на эгоизм Рика. Однако остальная часть семьи защищает Рика, говоря, что они хотят остаться с ним из-за своей безоговорочной любви к нему как к члену семьи. Рик слышит всё это из-под пола их дома. Убедив Морти, что он уходит за мороженым, Рик покидает планету, звонит в Федерацию и соглашается сдаться в обмен на свободу своей семьи. Федерация спасает семью, и они возвращаются на Землю, которая теперь присоединилась к Федерации и кишит инопланетными туристами. После того, как ему много раз говорили, чтобы он устроился на работу, Джерри, наконец, по возвращении на Землю назначается Федерацией на работу. Рик захвачен Федерацией и перемещён на планету-тюрьму, и по обвинению в совершении «всего» Рик содержится в заключении, по-видимому, на неопределённый срок.
В сцене после титров мистер Жопосранчик заканчивает просмотр эпизода и спрашивает аудиторию, что, по их мнению, произойдёт в третьем сезоне. Он задаёт тот же вопрос доставщику пиццы и заявляет, что третий сезон выйдет через полтора года, или позже.

## Отзывы
Зак Хэндлен из The A.V. Club дал эпизоду оценку A, заявив, что эпизод «был весёлым, помимо того, что к концу он был чертовски тяжёлым», и назвал его финал «блестящим заключением — тем, которое одновременно представляет множество возможностей для сюжета на предстоящие сезоны, но всё ещё служит как подходящее завершение отличного второго сезона». Джесси Шедин из IGN оценил эпизод на 9,5/10, заявив, что «это шоу действительно знает, как поразить фанатов, и редко бывает так хорошо в этом отношении». Джо Матар из Den of Geek дал эпизоду три из пяти звёзд, назвав его «по-настоящему трагичным», но отметив, что «я также думаю, что дорога здесь могла бы привести к гораздо более значительному».
Кори Плант из Inverse назвал этот эпизод «переломным моментом для сериала», назвав его финал «разрушительным» и заявив, что эпизод и последовавший за ним перерыв частично ответственны за растущую популярность шоу.